# Vladislavs Gabovs
Vladislavs Gabovs (* 13. Juli 1987 in Riga) ist ein ehemaliger lettischer Fußballspieler.

## Karriere

### Verein
Vladislavs Gabovs begann seine Karriere in Riga, bei den lettischen Zweitligisten FK Multibanka, FK Auda und JFK Olimps. Von 2006 bis 2007 spielte er in Estland beim FC TVMK Tallinn, mit dem er einmal den Estnischen Pokal gewinnen konnte. Ab der Spielzeit 2008 stand Gabovs wieder in Lettland unter Vertrag. In seinem ersten Jahr bei FC Daugava Daugavpils konnte er nach dem Estnischen auch den Lettischen Pokal gewinnen. Im Sommer 2009 wechselte Gabovs zum FC Dinaburg und von dort aus eine weitere Saison später zum FK Ventspils. In Ventspils feierte er seine größten Titel mit dem Gewinn der Lettischen Meisterschaft und dem Pokalsieg im selben Jahr sowie der Baltic League.
2012 spielte Gabovs bereits bei einem neuen Verein, bei FS METTA/Latvijas Universitāte. In den Jahren 2013 und 2014 stand er beim lettischen Rekordmeister Skonto Riga unter Vertrag, bevor der Außenverteidiger 2015 nach Russland zu PFK Sokol Saratow wechselte. Nach einem halben Jahr wechselte er nach Polen zu Korona Kielce. Anschließend spielte er in der Saison 2017/18 für den zyprischen Verein Paphos FC. Von 2018 bis 2020 stand Gabovs beim lettischen Klub Riga FC unter Vertrag, mit dem er 18 Spiele bestritt und ein Tor erzielte. Es folgten weitere Stationen bei FK Liepāja, FS Jelgava sowie beim FK Salaspils, bis er 2022 seine Karriere beendete.

#### Nationalmannschaft
Vladislavs Gabovs debütierte im Mai 2013 unter Marians Pahars in der lettischen Nationalmannschaft gegen Katar. Mit der Nationalmannschaft gewann er drei Jahre nach seinem Debüt den Baltic Cup.

## Erfolge
Nationalmannschaft
- Baltic Cup: 2016

FC TVMK Tallinn
- Estnischer Pokalsieger: 2005/06

FC Daugava Daugavpils
- Lettischer Pokalsieger: 2008

FK Ventspils
- Baltic League: 2010
- Lettischer Meister: 2011
- Lettischer Pokalsieger: 2011